# Контрольная высота
Контрольная высота — высота, которую должен показывать барометрический высотомер воздушного судна на эшелоне перехода после перевода шкалы высотомера на давление аэродрома (QFE) или минимальное давление, приведенное к уровню моря (QNH).
Контрольная высота служит для дополнительной проверки правильности установки давления и исправности высотомера. Если контрольная высота, полученная на альтиметре при пересечении эшелона перехода, не совпадает с расчетной, логично предположить, что при дальнейшем снижении у экипажа не будет точных данных о текущей высоте воздушного судна. При значительном отклонении, более 50 метров, дальнейшее снижение запрещается до уточнения причины расхождения расчетной и полученной величины.
Информация о расчетной высоте имеется у диспетчера, и при посадке на горных аэродромах экипаж обязан доложить контрольную высоту при снижении с эшелона перехода. Также информация о контрольной высоте может содержаться в данных АТИС.